# Compañía de seguros contra incendios
Una compañía de seguros contra incendios son es una empresa que asegura los edificios y los muebles en ellos ante la eventualidad de un incendio. 

## Origen de los seguros
Se cree que los que dieron la primera idea de los seguros fueron los judíos cuando fueron expulsados de Francia por Felipe el Hermoso consiguieron por medio de ellos asegurar sus bienes antes de embarcarlos para trasportarlos a sus destinos. Desde entonces se establecieron en muchos puertos de mar compañías que mediante una retribución y con arreglo a ciertas condiciones aseguraban los daños, pérdidas y averías que pudiesen sufrir en sus viajes las embarcaciones aseguradas. La utilidad de estas compañías o el flujo por asegurar llegó a tanto que se crearon compañías para asegurar los gastos de justicia en los tribunales y se establecieron hasta para asegurar la vida de un hombre, es decir, para indemnizar a la familia de la pérdida que le causas a su fallecimiento, si se verificaba antes del tiempo o de los años por los cuales se había asegurado la vida de aquel.
Comenzaron en Alemania a mediados del siglo XVII de donde se propagaron luego por Inglaterra. A pesar de su utilidad, no se organizaron en Francia hasta pocos años antes de la revolución.

## Compañías de seguros contra incendios
En un principio las compañías de seguros contra incendios solo afianzaban las casas o el edificio material pero aseguraron también después los muebles y cuanto en ellos había.
Las compañías de Francia e Inglaterra eran de dos especies:
- unas llamadas compañías Reales, las cuales por un tanto anual aseguran los empresarios al propietario su casa y hasta sus efectos de todo incendio pagando al dueño de ellos su íntegro valor determinado de antemano en el caso de ser destruidos
- otras compañías conocidas con el nombre de sociedades de Seguros mutuos, en las cuales una porción de propietarios asociados entre sí eran a un mismo tiempo aseguradores y asegurados, es decir, que todos respondían con sus fincas de los daños que ocasionara el fuego en cualesquiera de ellas.

Al parecer estas últimas asociaciones eran mucho más ventajosas que las primeras y la que se creó en Madrid en 1822 bajo el título de Sociedad de seguros mutuos contra incendios de casas de Madrid era de esta clase. A imitación de ésta se establecieron sociedades en otras varias ciudades de España.